# Ignacio Buse
Ignacio Buse (ur. 25 marca 2004 w Limie) – peruwiański tenisista.

## Kariera tenisowa
W 2019 zadebiutował w cyklu ITF Men’s Circuit, a w 2021 w turnieju głównym ATP Challenger Tour.
Startując w rozgrywkach juniorów, Ignacio Buse w 2023 roku osiągnął finał French Open w grze podwójnej chłopców grając w parze z Gonzalo Bueno. W finałowym meczu przegrali z Litwinem Edasem Butvilasem i Chorwatem Milim Poljičakiem.
W rankingu gry pojedynczej najwyżej był na 457. miejscu (13 listopada 2023), a w zestawieniu gry podwójnej na 439. pozycji (16 października 2023).

### Finały juniorskich turniejów wielkoszlemowych

#### Gra podwójna (0–1)
| Końcowy wynik | Nr | Data           | Turniej            | Nawierzchnia | Partner       | Przeciwnicy                 | Wynik finału |
| ------------- | -- | -------------- | ------------------ | ------------ | ------------- | --------------------------- | ------------ |
| Finalista     | 1. | 4 czerwca 2022 | French Open, Paryż | Ceglana      | Gonzalo Bueno | Edas Butvilas Mili Poljičak | 4:6, 0:6     |